# Frälsarens förklarings kyrka, Plaka
Frälsarens förklarings kyrka, också kallad Kyrkan för Frälsarens förklaring (grekiska: Ναός Μεταμορφώσεως Σωτήρος/Naos Metamorfoseos Sotiros) eller med smeknamnet ''Sotirakis'', är en medeltida grekisk-ortodox kyrkobyggnad belägen vid Filellinongatan, i Plaka i staden Aten i regionen Attika, i Grekland.
Kyrkan är helgad åt Kristi förklaring.

## Smeknamn
Frälsarens förklarings kyrka kallas även för ''Sotirakis'' på grund av sin storlek.

## Historia
Kyrkans historia är okänd, men enligt forskare lades kyrkans grund någonstans under den andra halvan av 1100-talet.
Under Osmanska rikets ockupation utvidgades kyrkan västerut.
När kyrkan genomgick en renovering på den södra sidan 1966 fann man att den sidan var ursprungligen en krypta, och som senare gjordes om till ett kapell.

## Kyrkan
Frälsarens förklarings kyrka är fyrkantig och korsformad.

## Bilder

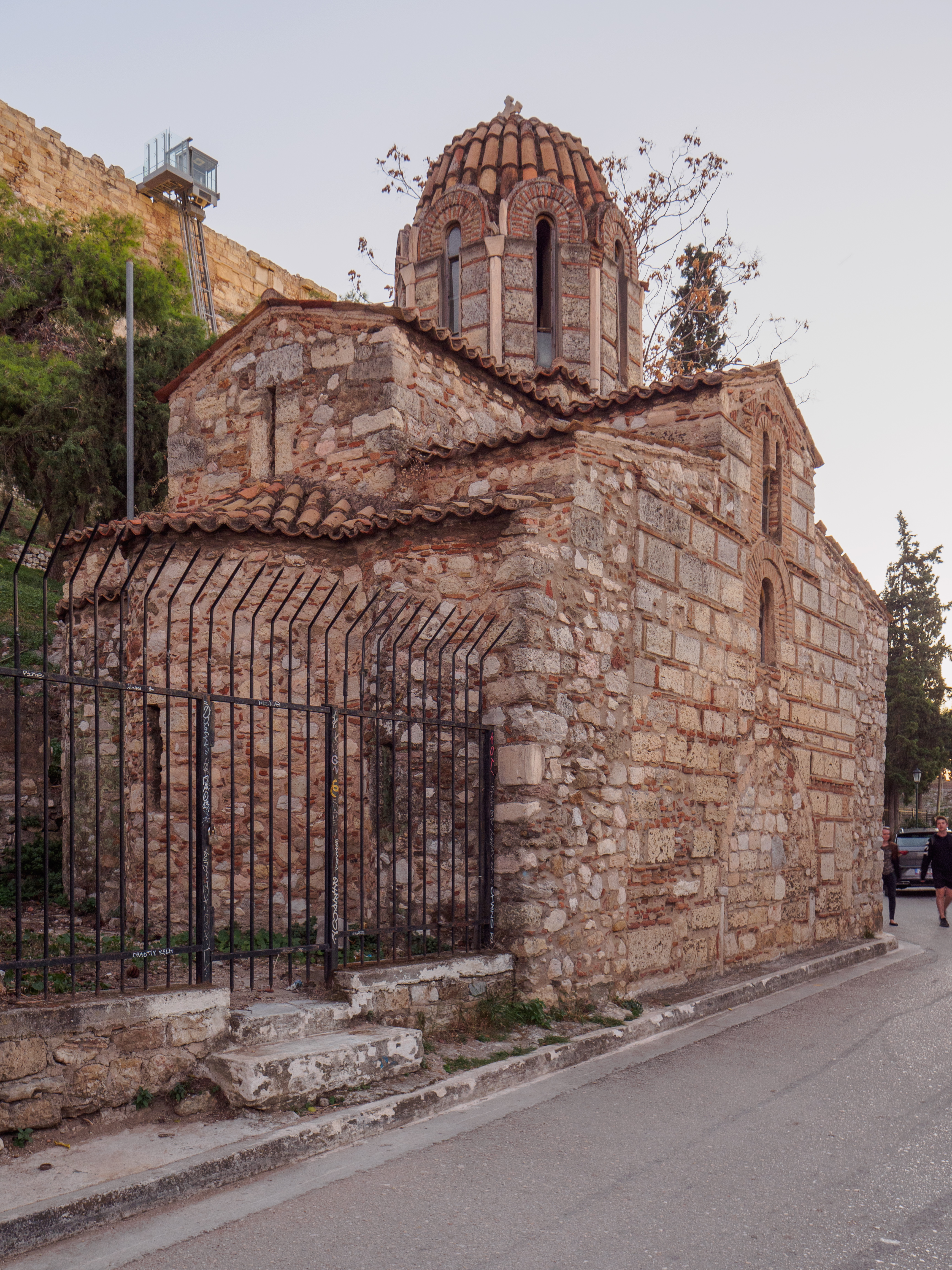
Baksidan.
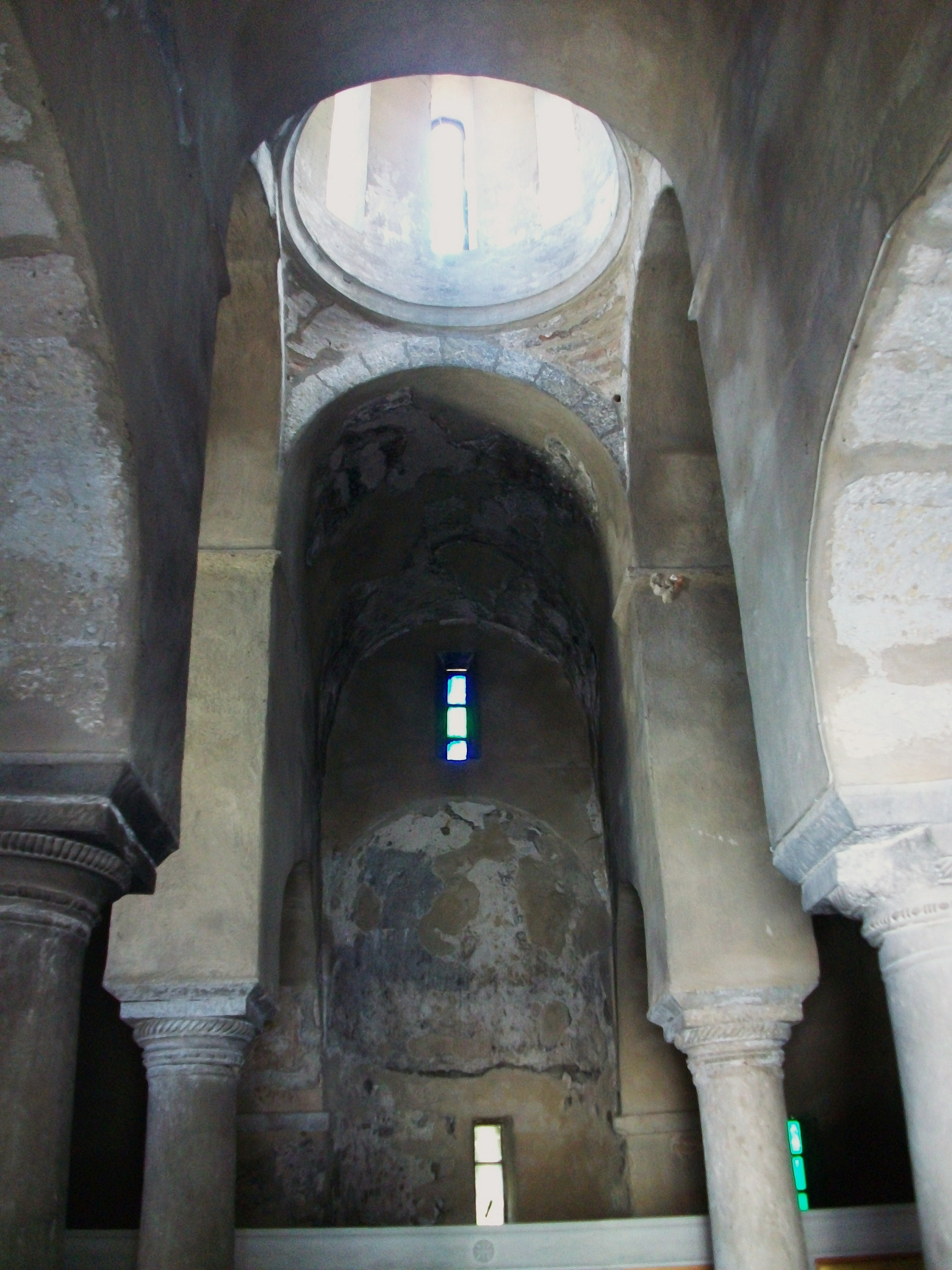
Kyrkans interiör.